# Zahnmedizinische Universität Kyūshū

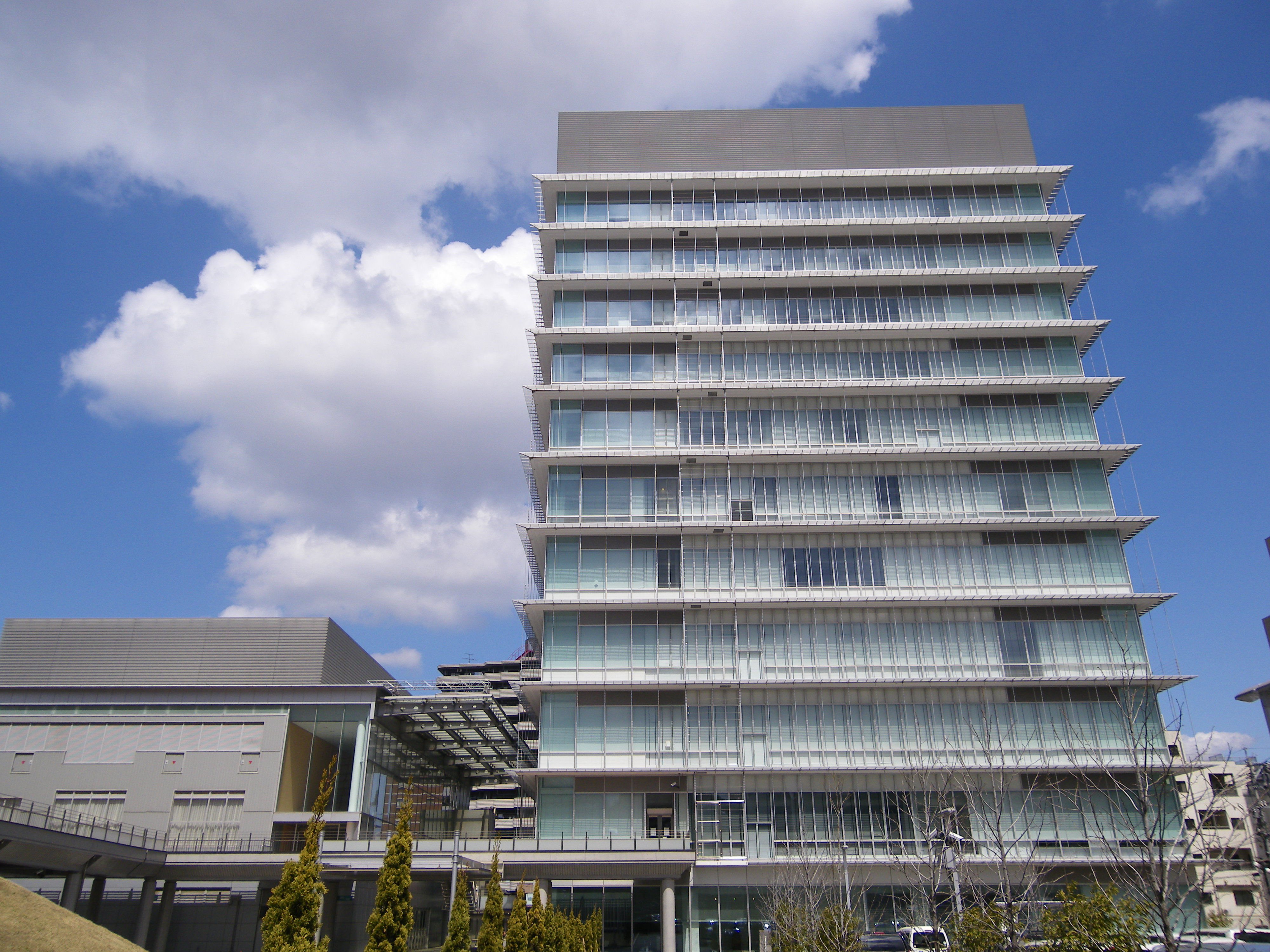
Hauptgebäude (recht) und Aula (2010)

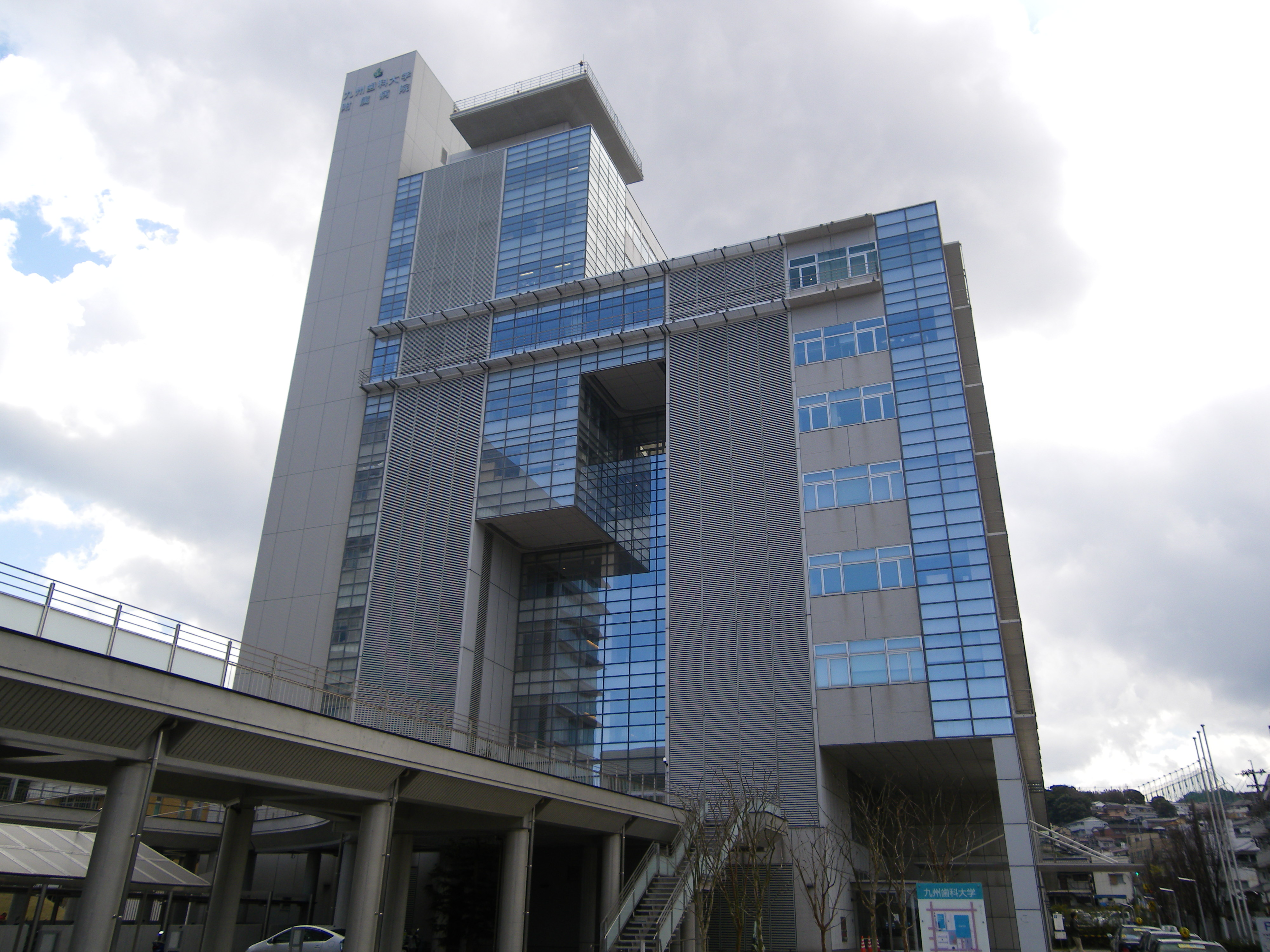
Universitätsklinikum (2010)

Die Zahnmedizinische Universität Kyūshū (japanisch 九州歯科大学 Kyūshū shika daigaku; engl. Kyushu Dental University, kurz: Kyūshidai (九歯大) oder KDU) ist eine öffentliche (präfekturale) Universität in Kokura-Kita-ku, Kitakyūshū in der Präfektur Fukuoka (Japan).

## Geschichte
Gegründet wurde die Universität 1914 in der Stadt Fukuoka als Zahnmedizinschule Kyūshū (九州歯科医学校 Kyūshū shika igakkō). 1921 wurde sie zur Zahnmedizinfachschule Kyūshū (九州歯科医学専門学校 Kyūshū shika igaku semmon gakkō) erhoben. 1936 zog sie in den heutigen Manazuru-Campus um. 1944 wurde sie eine präfekturale Schule und in Präfekturale Medizinische und Zahnmedizinische Fachschule Fukuoka (福岡県立医学歯学専門学校 Fukuoka-kenritsu igaku shigaku semmon gakkō) umbenannt (die Abteilung für Medizin wurde hinzugefügt). Nach dem Pazifikkrieg wurden ihre Einrichtungen als unzureichend für Medizinbildung bewertet, also wurde die Fachschule 1947 in Präfekturale Zahnmedizinische Fachschule Fukuoka umbenannt (Medizinabteilung wurde zur Oberschule umgewandelt).
1949 wurde sie zur Zahnmedizinischen Universität Kyūshū (engl. Kyushu Dental College) erhoben. 1966 richtete sie die Graduiertenschule ein. 2013 wurde der englische Name in Kyushu Dental University verändert.

## Fakultäten
- Fakultät für Zahnmedizin
  - Abteilung für Zahnmedizin
  - Abteilung für Mundhygiene

Die Abteilungen und das Universitätsklinikum liegen im Manazuru-Hauptcampus. Die Sporteinrichtungen liegen im Kiyomizu-Campus (33° 52′ 10,8″ N, 130° 51′ 19,7″ O).